# Paradiddle
Pour les articles homonymes, voir Moulin (homonymie).
Un paradiddle, aussi appelé moulin en français, fait partie des rudiments de base du tambour et est appliqué également à la batterie. Cette technique consiste à donner des coups de baguette en alternant la main droite (D) et la main gauche (G). Il existe 4 moulins de base. Généralement joués en doubles croches, ils sont répétés pour former une mesure complète à 4 temps. Le paraddidle permet d'alterner la main qui joue le coup fort, ce qui peut faciliter les mouvements sur l'instrument.

## Premier Paradiddle
Le premier paradidle est le plus couramment utilisé. Il fait partie de la liste des 40 rudiments officiels, étant considéré comme le 16e rudiment. Il se joue de la manière suivante: DGDD GDGG . 

### Rudiments dérivés
- Le 17e rudiment est le double paradiddle. Il se joue de la manière suivante, en sextolets: DGDGDD GDGDGG.

- Le 18e rudiment est le triple paradiddle. Il se joue de la manière suivante: DGDG DGDD GDGD GDGG

- Le 19e rudiment est le paradiddle-diddle. Joué en sextolets, il existe en une version où la main droite retombe toujours sur le temps, et une autre où c'est la main gauche: DGDDGG DGDDGG ou GDGGDD GDGGDD.

- Le 24e rudiment est un paradiddle auquel est ajouté un fla sur le temps (flam paradiddle). Il se joue de la manière suivante: gDGDD dGDGG

- Le 26e rudiment est un paradiddle-diddle auquel est ajouté un fla sur le temps (flam paradiddle-diddle). Il se joue en sextolets, de la manière suivante: gDGDDGG dGDGGDD

- Le 35e rudiment est un paradiddle dont la première note est un ra (single dradadiddle). Il se joue de la manière suivante: dDGDD gGDGG

## Deuxième paradiddle
La deuxième méthode pour appliquer le paradiddle se joue de la manière suivante : DGGD GDDG

## Troisième paradiddle
La troisième méthode pour appliquer le paradiddle, appelé en anglais inverted paradiddle se joue de la manière suivante : DDGD GGDG

### Rudiment dérivé
- Le 25e rudiment est le troisième paradiddle auquel est ajouté un fla. Il se joue de la manière suivante : gDDGD dGGDG.

## Quatrième paradiddle
La quatrième méthode pour appliquer le paradiddle se joue de la manière suivante : DGDG GDGD